# Bürglen (Turgovia)
Bürglen es una comuna suiza del cantón de Turgovia, situada en el distrito de Weinfelden. Limita al norte con la comuna de Berg, al noreste con Birwinken, al este con Sulgen, al sur con Kradolf-Schönenberg y Schönholzerswilen, y al oeste con Bussnang y Weinfelden.

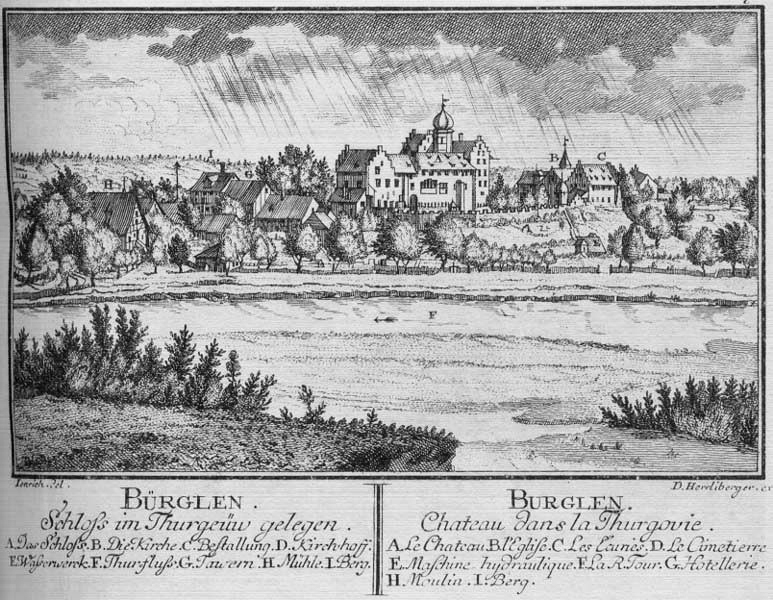
Grabado del Castillo de Bürglen en 1758

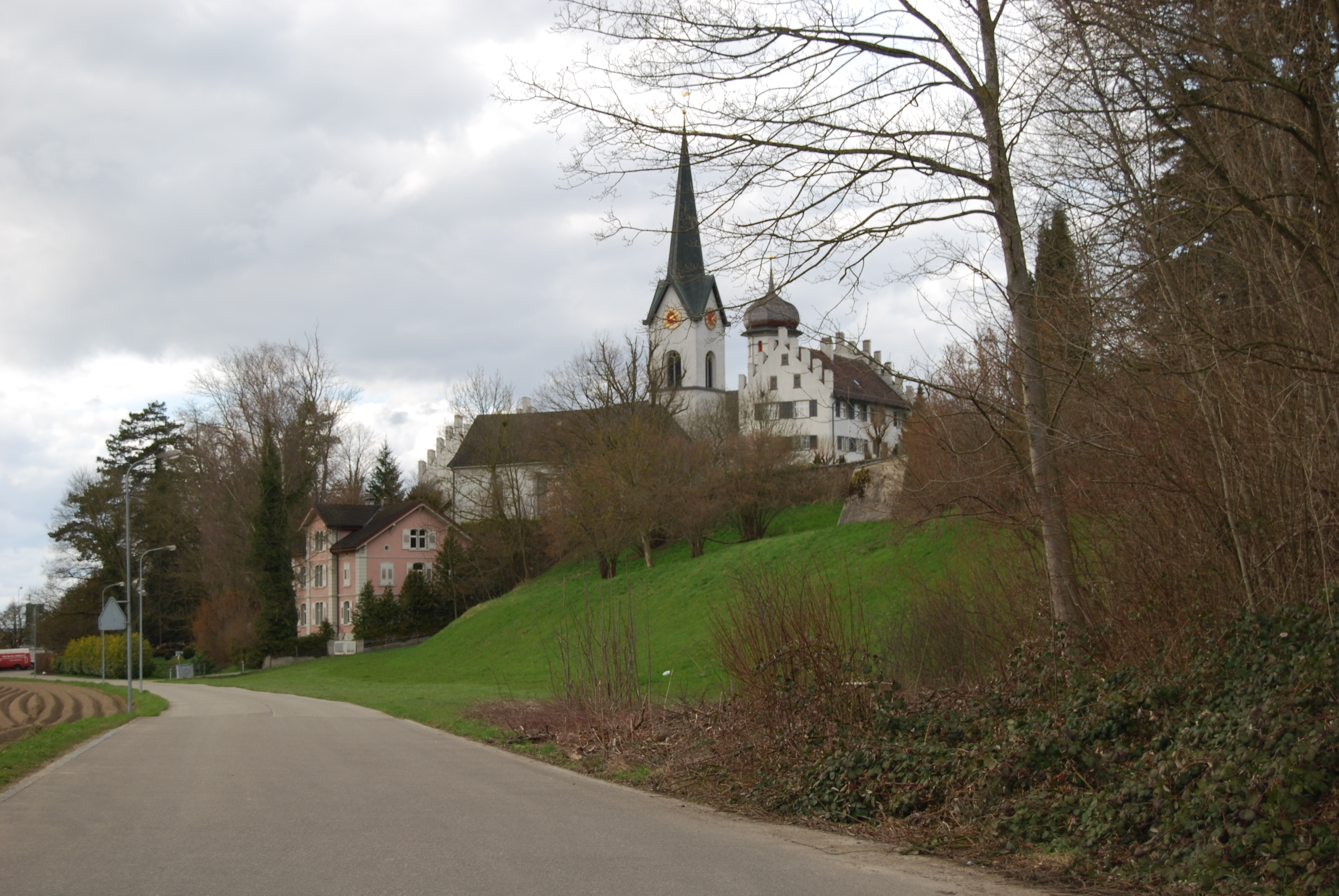
Bürglen